# Salix cordata
Salix cordata
Espèce
Classification APG III (2009)
Salix cordata (le saule des dunes de sable, le saule velu, le saule à feuilles en forme de cœur ou, en anglais, heartleaf willow) est une espèce de plantes à fleurs de la famille des Salicaceae. C'est un arbuste vivace d'un mètre à 3,5 m de hauteur. 

## Description
Salix cordata dépasse rarement deux mètres.

## Répartition et habitat
La plante est originaire des régions du nord-est du continent nord-américain. Il se trouve sur les dunes de sable, les berges des rivières et les rives des lacs, dans des sols limoneux ou à graviers.